# Будимир (Триљ)
Будимир је насељено место у саставу града Триља, Сплитско-далматинска жупанија, Република Хрватска.

## Историја
До територијалне реорганизације у Хрватској налазио се у саставу старе општине Сињ.

## Становништво
На попису становништва 2011. године, Будимир је имао 106 становника.
| Број становника по пописима | Број становника по пописима | Број становника по пописима | Број становника по пописима | Број становника по пописима | Број становника по пописима | Број становника по пописима | Број становника по пописима | Број становника по пописима | Број становника по пописима | Број становника по пописима | Број становника по пописима | Број становника по пописима | Број становника по пописима | Број становника по пописима | Број становника по пописима |
| --------------------------- | --------------------------- | --------------------------- | --------------------------- | --------------------------- | --------------------------- | --------------------------- | --------------------------- | --------------------------- | --------------------------- | --------------------------- | --------------------------- | --------------------------- | --------------------------- | --------------------------- | --------------------------- |
| 1857                        | 1869                        | 1880                        | 1890                        | 1900                        | 1910                        | 1921                        | 1931                        | 1948                        | 1953                        | 1961                        | 1971                        | 1981                        | 1991                        | 2001                        | 2011                        |
| 505                         | 556                         | 561                         | 341                         | 543                         | 458                         | 723                         | 573                         | 541                         | 574                         | 566                         | 480                         | 336                         | 236                         | 149                         | 106                         |

Напомена: Од 1857. до 1880. и у 1921. садржи податке за насеље Винине.

### Попис1991.
На попису становништва 1991. године, насељено место Будимир је имало 236 становника, следећег националног састава:
| Попис 1991.‍  | Попис 1991.‍  | Попис 1991.‍ | Попис 1991.‍ | Попис 1991.‍ |
| ------------ | ------------ | ----------- | ----------- | ----------- |
|              |              |             |             |             |
| Хрвати       | Хрвати       |             | 228         | 96,61%      |
| неопредељени | неопредељени |             | 5           | 2,11%       |
| непознато    | непознато    |             | 3           | 1,27%       |
| укупно: 236  |              |             |             |             |